# القوات الجوية الصومالية
القوات الجوية الصومالية (SAF)؛ (بالصومالية: Ciidamada Cirka Soomaaliyeed)‏ عثمانية: 𐒋𐒕𐒆𐒖𐒑𐒖𐒆𐒖 𐒋𐒘𐒇𐒏𐒖 𐒈𐒝𐒑𐒛𐒐𐒘𐒕𐒜𐒆, CCS القوة الجوية الصومالية. سُميت بـ سلاح الجو الصومالي ( SAC ) خلال فترة ما قبل الاستقلال (1954-1960)، ثم سُميت بـ القوات الجوية الصومالية بعد استقلال الصومال وقيام الجمهورية الصومالية عام 1960. ويعتبر علي متان حاشي أول طيار صومالي، والمؤسس الفعلي للقوات الجوية وأول من يشغل منصب قائد القوات الجوية. وتمتعت القوات الجوية الصومالية بأقوى قدرة جوية في القرن الأفريقي في بعض المراحل التي مرت بها. بعد سقوط العاصمة الصومالية مقديشو في أيدي الجبهات المسلحة وفرار الرئيس سياد بري عام 1991، تفتت الجيش الصومالي بما في ذلك القوات الجوية، وأعيد فتح مقرها بعد ذلك عام 2015.

## خلفية تاريخية
بعد توقيع اتفاقية بين الحكومتين الصومالية والإيطالية عام 1962، خضع الطيارون الصوماليون لتدريبات في إيطاليا بمساعدة طاقم فني وطيارين إيطاليين. وفي الوقت ذاته تدرب خمسون طالبًا صوماليًا في الاتحاد السوفيتي في قيادة الطائرات النفاثة، وانضم إليهم لاحقًا أكثر من مائتي ضابط صف ونخبة من الضباط لتلقي تدريبات عسكرية عامة. ثم عاد معظم هؤلاء إلى الصومال.
أُنشئ سلاح الجو الصومالي (بالإيطالية: Corpo Aeronautico della Somalia)‏ في خمسينيات القرن العشرين، بنواة ضمت عددا صغيرا من الطائرات الغربية، من ضمنها طائرتان من طراز دوغلاس سي-47 سكاي ترين، وثمانية من طراز دوغلاس سي-53 سكاي تروبر داكوتا المظلية، وطائرتان من طراز بيتشكرافت موديل 18 لمهام النقل، وطائرتان من طراز نورث أمريكان تي-6 تيكسان (طراز H)، وطائرتان من طراز ستينسون لـ-5 سينتاينلز، وستة طائرات نورث أمريكان إفياشين بيه-51 موستانغ لاستخدامها كطائرات مقاتلة، وأعيدت باقي طائرات موستانج إلى إيطاليا قبل استقلال البلاد في يونيو 1960، وفور فيام الجمهورية الصومالية اعتُمد اسم القوات الجوية الصومالية لسلاح الطيران وذلك في ديسمبر 1960، وانضمت طائرتان خفيفتان قادمتان من مصر إلى سرب الطيران الصومالي، وكذلك ثمانية طائرات تدريب من طراز بياجيو ب148 تبرعت بها إيطاليا في عام 1962.
في 15 أكتوبر 1969، وخلال زيارة له إلى بلدة لاسعانود شمال الصومال، تعرض الرئيس الصومالي عبد الرشيد علي شيرماركي للاغتيال على يد أحد حراسه الشخصيين، وأعقب ذلك انقلاب عسكري بعد الحادثة بخمسة أيام وبعد دفن الرئيس بيوم واحد في 21 أكتوبر 1969، حيث استولت القوات المسلحة الصومالية على السلطة بانقلاب أبيض ودون معارضة، وقاد الانقلاب قائد القوات المسلحة في ذلك الوقت الجنرال محمد سياد بري. وأعلن سياد بري بعد ذلك اعتماد مبدأ الاشتراكية في البلاد وأطلق برنامج تحديث سريع، وكان من نتاج ذلك إرسال العديد من الطيارين الصوماليين إلى الخارج لتلقي التدريبات العسكرية في إيطاليا والولايات المتحدة والاتحاد السوفيتي والمملكة المتحدة، وتقلد الضباط الذين تلقوا التدريبات العسكرية مناصب رفيعة في القوات الجوية الصومالية بعد ذلك، وتبرع السوفييت بخمسين طائرة من طراز ميج 17، في حين اشترت الحكومة الصومالية 29 طائرة من طراز ميج 21 إم إف السوفييتية.
تُعتبر أصلي حسن عبادة أول طيارة في القوات الجوية الصومالية، وكانت قد تلقت تدريباً لقيادة الطائرات ذات المروحة الواحدة، وحصلت لاحقًا على منحة دراسية للدراسة في أكاديمية سلاح الجو الأمريكي.
في يوليو 1975، ووفقًا لتقديرات المعهد الدولي للدراسات الإستراتيجية، فقد كان لدى القوات الجوية الصومالية ثلاث قاذفات من طراز إليوشن إي أل-28 (حسب تأكيد المؤلف توم كوبر في عام 2015)، وسربين من الطائرات المقاتلة للهجوم البري بجانب طائرتين من طراز ميج 15 وما مجموعه 23 طائرة، من طائرات ميج 17 وميج 19؛ وسرب مقاتل يضم 24 طائرة من طراز ميج 21؛ وسرب نقل يضم ثلاث طائرات أنتونوف أن-2 وثلاث طائرات أن-24/26؛ إضافة إلى سرب طائرات هليكوبتر يضم طائرات ميل مي-2، ومي-4، ومي-8؛ وأشارت تقارير إلى أن مما تبقى من الجيل الأول من طائرات القوات الجوية ثلاث طائرات من طراز C-47، وواحدة من طراز C-45، وستة طائرات إيطالية من طراز Piaggio P.148.

### حرب أوغادين (1977–1978)
تضمنت أدوار القوات الجوية الصومالية في أواخر السبعينيات الدفاع الجوي والهجمات الجوية. 
في يوليو 1977، اندلعت حرب أوغادين بعد أن سعت حكومة سياد بري إلى استعادة منطقة أوغادين ذات الأغلبية الصومالية في إثيوبيا وضمها إلى الصومال الكبير. وشنت القوات المسلحة الصومالية حربا كاسحة على منطقة أوغادين ونجحت في السيطرة على الإقليم في وقت قصير بعد انتصارات متتالية، إلا أن النتيجة انقلبت رأسا على عقب بعد تحول مفاجئ في موقف الاتحاد السوفييتي وتقديمه الدعم لإثيوبيا، وسرعان ما تبعته الكتلة الشرقية بأكملها تقريبًا، وأوقف السوفييت إمداداتهم لنظام بري وزادوا من توزيع المساعدات والأسلحة والتدريب لنظام الدرج الشيوعي الجديد في إثيوبيا، ووصل ما يقرب من 15000 جندي كوبي لمساندة الجيش الإثيوبي، وبحلول عام 1978، مُنيت القوات المسلحة الصومالية بهزيمة نكراء أدت إلى انسحابهم من أوغادين.
كان الصومال قد حصل قبل الحرب على أربع قاذفات قنابل من طراز إليوشن إي إل-28، وكان من الممكن أن تلعب تلك الطائرات دورًا حاسمًا في الصراع مع إثيوبيا رغم أن ثلاثة فقط منها ظلت في الخدمة وقت اندلاع الحرب، وبعد قيامها بمهمات قتالية في بداية الأمر، فقدت الطائرات فعاليتها كونها كانت تستخدم في القيام بمهام قصف على ارتفاعات عالية، و بمجرد أن بدأت القوات الجوية الإثيوبية في تسيير أسرابها الجوية، سُحبت طائرات إي إل-28 من المعارك، وبقيت في مطاراتها حتى دمرتها الغارات الجوية الإثيوبية، ولم ينج أي من طائرات إي إل-28 من الحرب.

### وضع القوات الجوية في 1980-1981
في عام 1980 من بين ما يقرب من 21 طائرة مقاتلة صومالية، كان أقل من ست طائرات من طراز - ميغ 17 وميغ 21 - تعمل ويشغلها ميكانيكيون باكستانيون. وكانت الطائرات الستة إيطالية ذات محرك واحد للتدريب والدعم التكتيكي من طراز إرماتشي إس إف 260 وتسلمتها القوات الجوية في أواخر عام 1979 إلا أنها توقفت عن العمل في العام التالي بسبب نقص بنزين 110 أوكتان في الصومال للطائرات ذات المحركات المترددة، وبحسب تقارير فقد حلت محل الطائرات الحربية التي توقفت عن العمل أو تضررت ثلاثون قاذفة مقاتلة صينية من طراز شنيانج جي-6، والتي بدأت في الوصول إلى البلاد في عام 1981.
كتبت الدراسات القُطرية بمكتبة الكونغرس في الفترة 1992-1993 ما يلي: "...تشير عدد من التقارير غير المؤكدة إلى وجود تعاون العسكري بين الصومال وجنوب أفريقيا، ومن المتوقع أن العلاقة بدأت في 18 ديسمبر 1984، بعد زيارة وزير خارجية جنوب إفريقيا بيك بوتا الصومال لإجراء محادثات مع سياد بري، وتؤكد تقارير توقيع الطرفين على بيان سري يمنح الخطوط الجوية الجنوب أفريقية حق استخدام مطارات الصومال والخطوط البحرية الجنوب أفريقية حق استخدام موانئ كيسمايو وبربرة، وقيل أن الصومال وافقت أيضًا على بيع جنوب إفريقيا ثمانية مقاتلات من طراز ميج 21، في المقابل، رتبت جنوب أفريقيا لشحن قطع الغيار والذخيرة لطائرات هوكر هنتر المقاتلة التي منحتها الإمارات العربية المتحدة للصومال، ولتغطية رواتب عشرة طيارين سابقين في القوات الجوية الروديسية الموجودين في الصومال للمساعدة في تدريب الطيارين والفنيين الصوماليين، وتنفيذ مهمات قتالية جوية في شمال البلاد".
في 28 أكتوبر 1985، تحطمت طائرة صومالية من طراز ميج 21.

### الحرب الأهلية والإبادة الجماعية لقبيلة إسحاق

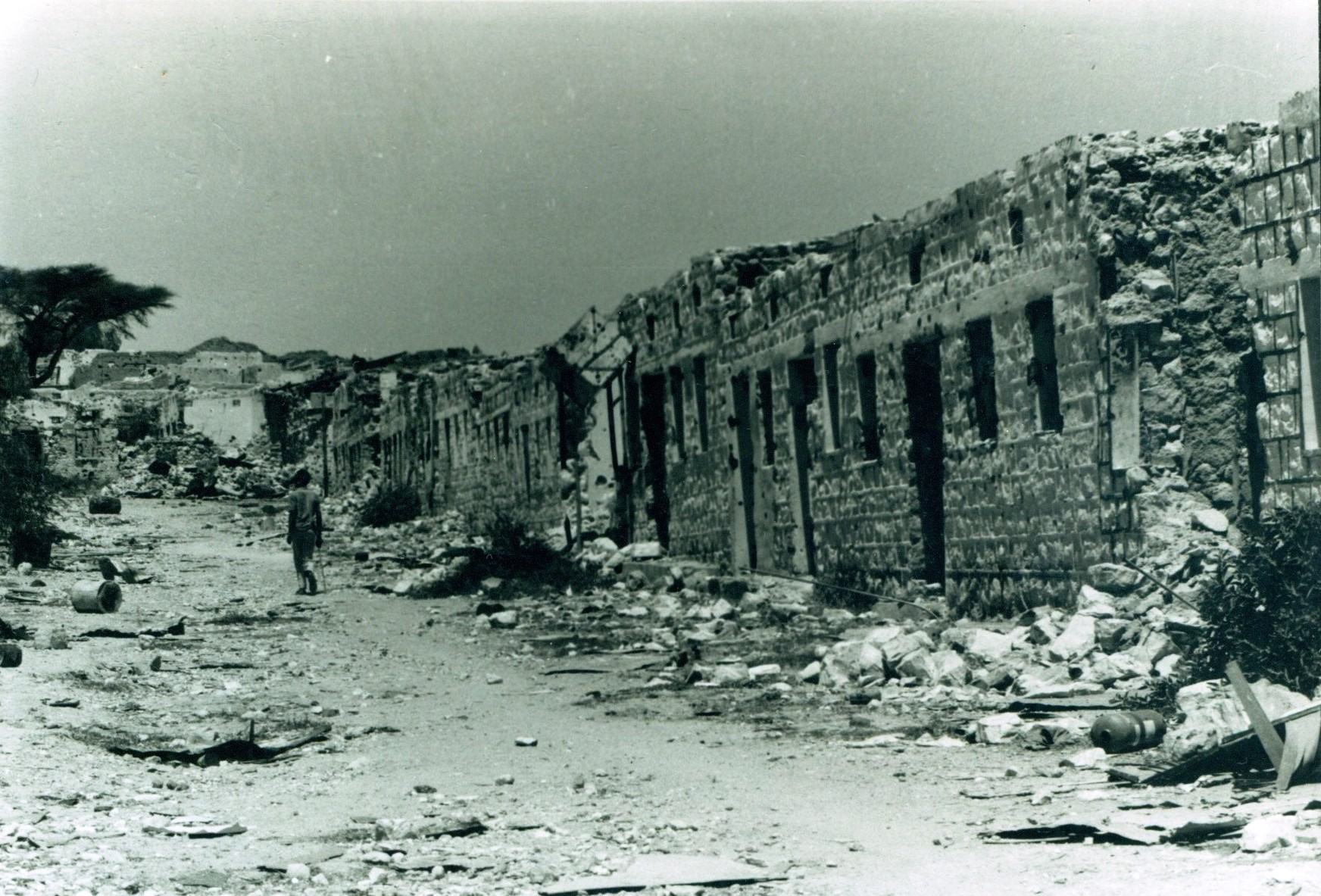
90% تقريبا من مدينة هرجيسا ثاني أكبر مدينة في الجمهورية الصومالية تعرض للدمار.

شهدت القوات المسلحة الصومالية انشقاقات داخلية عامي 1987 و1988، شأنها شأن الحكومة الصومالية التي واجهت ضعفا شديدا، مع تنامي حركات التمرد ما أدى بالبلاد في نهاية المطاف إلى أتون الحرب الأهلية.

شنت القوات المسلحة هجوما جويا وقصفا عشوائيا على مدينتي هرجيسا وبرعو بأمر مباشر من الرئيس الصومالي سياد بري رداً على هجمات الحركة الوطنية الصومالية ( التي ينتمي معظم أعضائها وقادتها لعشيرة إسحاق) وأدى القصف لتدمير العديد من المدن الواقعة شمال البلاد، وكذلك المرافق العامة وآبار المياه. ولإنهاء ما اعتبره "مشكلة إسحاق"، استهدف نظام بري على وجه التحديد المدنيين وخاصة في هرجيسا وبرعو. وشملت الجرائم التي ارتكبتها القوات المسلحة القصف الجوي الذي استهدف الفارين من المجازر قبل أن يتمكنوا من الوصول إلى الحدود الإثيوبية، ووصف آدم جونز أحداث الإبادة بقوله:
قُتل ما بين 50 ألف و100 ألف شخص على يد قوات النظام في شهري مايو و يوليو 1988، وكان كل الناجين من قبيلة إسحاق في المناطق الحضرية "أي مئات الآلاف "قد فروا عبر الحدود إلى إثيوبيا، ولم يسلموا من الملاحقة على طول الطريق من قبل قاذفات مقاتلة بريطانية الصنع يقودها طيارون مرتزقة من جنوب إفريقيا وروديسيا، وكانت كل طلعة جوية تتكلف 2000 دولار.
وعلى الرغم من رفض الحكومة المستمر منح الأجانب حق الوصول إلى الشمال لإعداد تقارير عن الأوضاع هناك فقد ذكرت صحيفة نيويورك تايمز أن لاجئي إسحاق تعرضوا للقصف:

 وأعرب دبلوماسيون غربيون عن اعتقادهم أن القتال في الصومال مستمر، وأودى بحياة أكثر من 10 آلاف شخص في الشهر الأول بعد بدء الصراع في أواخر مايو، وأكد المسؤولون أن الحكومة الصومالية قصفت المدن وقصفت السكان الفارين واستخدمت المدفعية بشكل عشوائي.

### الانهيار
قدّر المعهد الدولي للدراسات الاستراتيجية أن القوات الجوية الصومالية كانت تضم عامي 1990-1991 قرابة 2500 مجند وإجمالي 56 طائرة مقاتلة، تتضمن أربع طائرات هنتر، و10 طائرات ميغ-17، و22 طائرة جي-6، وثماني طائرات ميغ-21إم إف، وستة طائرات إس إف-17 و260، وطائرة استطلاع واحدة من طراز هوكر هنتر FR.76 ب117.
بعد سيطرة الجبهات المسلحة على العاصمة مقديشو في أواخر يناير 1991، كانت القوات الجوية للبلاد قد تعرضت للانهيار مع اندلاع الحرب الأهلية الصومالية، وشوهدت ثماني طائرات من طراز ميج 21 (ستة من طراز ميج 21MF واثنتان من طراز ميج 21UM)، وثلاث طائرات من طراز ميج 15UTI، وواحدة من طراز SF-260W وعدد غير معروف من حطام طائرة من طراز ميج 17 في مطار مقديشو عام 1993. وشوهدت ثلاثة طائرات من طراز هوكر هانتر (الأرقام التسلسلية 704 و705 و711) في مطار بيدوا أثناء عملية الأمم المتحدة الثانية في الصومال، وأُزيلت لاحقًا.

### إعادة إنشاء القوات الجوية 2012
خلال العقود التي تلت بدء الحرب الأهلية الصومالية، ظل أعضاء القوات الجوية السابقون على اتصال ببعضهم، وشارك 40 من كبار ضباط الجيش والقوات الجوية السابقين في ورشة عمل استمرت ثلاثة أيام بعنوان "تحسين التفاهم والامتثال للقانون الإنساني الدولي" ، نظمتها بعثة الاتحاد الأفريقي في جيبوتي في 29 أكتوبر 2012. وفي أكتوبر 2014، خضع طلاب القوات الجوية الصومالية لتدريبات عسكرية في تركيا.
في 1 يوليو 2015، افتتح وزير الدفاع الصومالي عبد القادر شيخ ديني مقر القوات الجوية الصومالية في أفيسوني، في العاصمة مقديشو، بهدف إعادة تأسيس القوات الجوية بعد ربع قرن من الحرب الأهلية.
لا تملك القوات الجوية الصومالية حاليا أي طائرات. وتضم حوالي 170 فردًا: 40-50 ضابطًا، رتبهم العسكرية بين ملازم ثاني و عقيد، و120-130 ضابط صف وطيار، وتقدم تركيا تدريبات مدنية لمجموعة من أفراد القوات الجوية الصومالية الشباب، وتعتزم دعم مواصلة تطوير قدرات الطيران الصومالية. وتبلغ التكلفة التراكمية المحتملة على مدى عشر سنوات لإعادة تطوير الذراع الجوي الصومالي 50 مليون دولار.
في 6 مارس 2020، التقى العميد الصومالي شيخ علي بقائد القوات الجوية الباكستانية المارشال مجاهد أنور خان في إسلام آباد لمناقشة سبل التعاون الثنائي وتعزيز العلاقات بين القوات الجوية الصومالية والقوات الجوية الباكستانية.

## معدات القوات الجوية الصومالية
يرتدي جنود القوات الجوية الصومالية بدلات طيران خضراء مع شارات تُلصق على الأكتاف تشير إلى رتبهم العسكرية، كما يتلثمون بقناع طيار ويعتمرون خوذة أثناء الطيران، كما ترتدي القوات الجوية قميصًا أزرقًا سماويًا (في الصيف) أو أزرق داكن، وسراويل زرقاء داكنة، وقبعة أو قبعة جانبية، وشارات كتف وأحذية سوداء. ويتكون الزي الرسمي من قبعة زرقاء داكنة وسترة وبنطال وحذاء رسمي أسود وربطة عنق وقميص أزرق سماوي، وكان الجنود يرتدون شرائط على صدورهم اليسرى، بالإضافة إلى شارات القوات الجوية.
في الجدول التالي طائرات القوات الجوية الصومالية عام 1981:
| الطائرات                | النوع                           | بلد الصنع                  | جرد                       | ملاحظات           |
| الطائرات المقاتلة       | الطائرات المقاتلة               | الطائرات المقاتلة          | الطائرات المقاتلة         | الطائرات المقاتلة |
| ----------------------- | ------------------------------- | -------------------------- | ------------------------- | ----------------- |
| ميج 17                  | قاذفة قنابل مقاتلة              | الاتحاد السوفيتي           | 54(ميغ-17×27،ميغ-17إف×27) |                   |
| ميج 21 إم إف            | المعترض                         | الاتحاد السوفيتي           | 33 أو 29                  |                   |
| إف-6سي                  | مقاتل                           | الصين                      | 30                        |                   |
| إرماتشي إس إف 260       | طائرة هجوم أرضي                 | إيطاليا                    | 6                         |                   |
| هوكر هنتر               | الهجوم / الاستطلاع              | المملكة المتحدة            | 9                         |                   |
| طائرات النقل            |                                 |                            |                           |                   |
| أنتونوف أن-2            | نقل                             | الاتحاد السوفيتي           | 3                         |                   |
| An-24/-26               | نقل                             | الاتحاد السوفيتي           | 3                         |                   |
| دوغلاس سي-47 سكاي ترين  | نقل                             | الولايات المتحدة           | 3                         |                   |
| بتشكرافت موديل -18      | النقل الخفيف                    | الولايات المتحدة           | 1                         |                   |
| ايريتاليا جي.222        | نقل                             | إيطاليا                    | 4                         |                   |
| طائرات هليكوبتر         |                                 |                            |                           |                   |
| ميل مي-4                | متعددة الأغراض                  | الاتحاد السوفيتي           | 4                         |                   |
| ميل مي 8                | متعددة الأغراض                  | الاتحاد السوفيتي           | 8                         |                   |
| أب-204                  | متعددة الأغراض                  | الولايات المتحدة / إيطاليا | 1                         |                   |
| أب-212                  | متعددة الأغراض                  | الولايات المتحدة / إيطاليا | 4                         |                   |
| طائرات التدريب          |                                 |                            |                           |                   |
| ميكويان جورفيتش ميج 15  | طائرة تدريب نفاثة               | الاتحاد السوفيتي           | 4                         | 3                 |
| ميكويان جوريفتش ميج-21  | طائرة تدريب نفاثة               | الاتحاد السوفيتي           | 20                        | 3                 |
| ياكوفليف ياك 11         | طائرة تدريب                     | الاتحاد السوفيتي           | 20                        | 3                 |
| بياجيو ب 148            | طائرة تدريب أساسية              | إيطاليا                    | 6                         |                   |
| سياي-ماركيتي إس إم.1019 | طائرات تدريب ومراقبة وهجوم خفيف | إيطاليا                    | 6                         |                   |

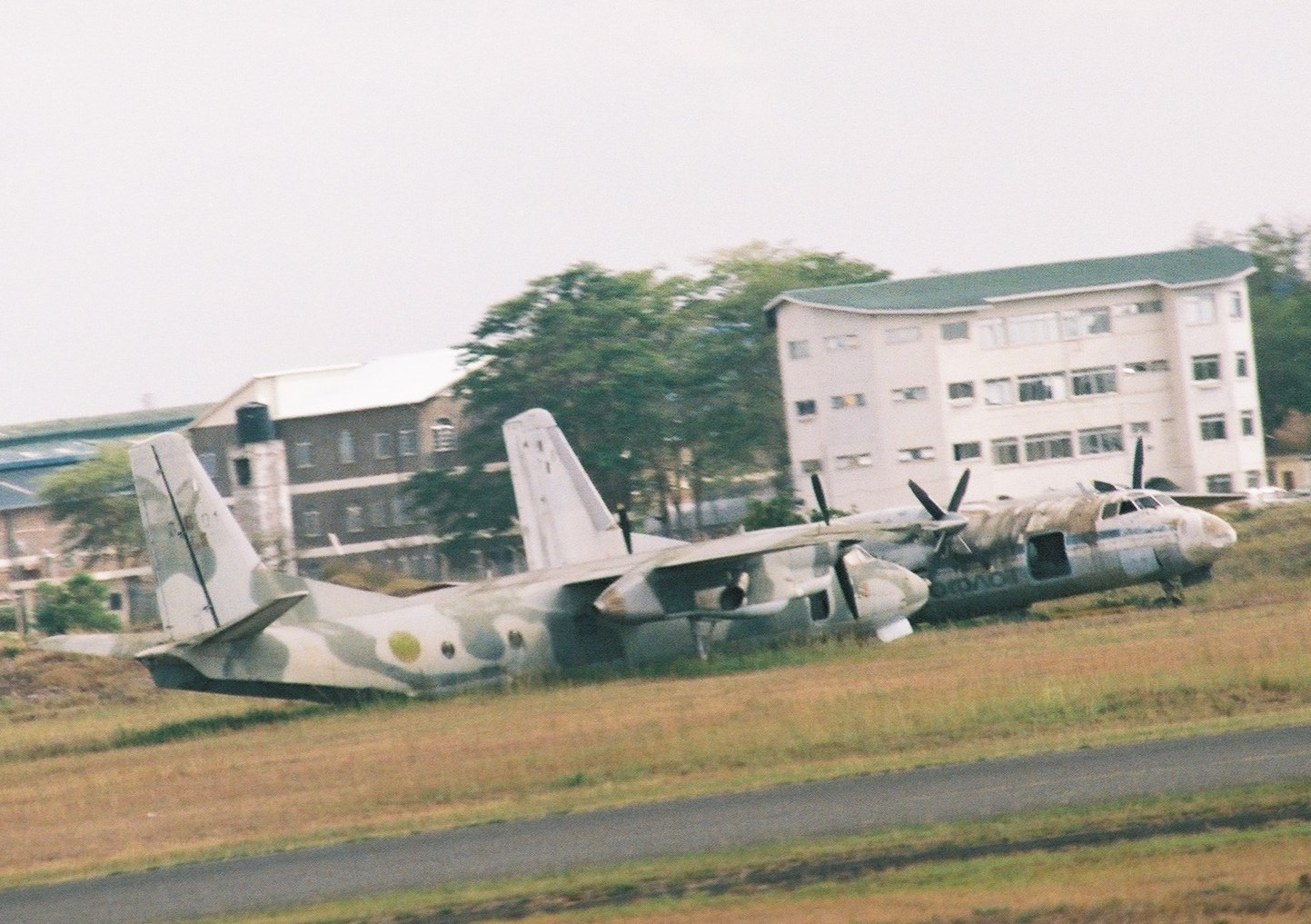
طائرات أنتونوف أن -26 الصومالية المهجورة في كينيا

اشترت القوات المسلحة الصومالية طائرتين من طراز بياجيو ب166 -DL3 وطائرتين للدوريات البحرية من طراز P.166-DL3/MAR في عام 1980.
تشكلت قيادة الدفاع الجوي - وهي خدمة رابعة على ما يبدو - في أواخر الثمانينيات، في عام 1987، وفقًا لسجلات وكالة الاستخبارات الدفاعية الأمريكية، وكان قوامها آنذاك 3500 مجند، ومقرها الرئيسي في العاصمة الصومالية مقديشو، وتضم سبعة ألوية مسلحة ب صواريخ أرض جو ولواء رادار واحد. وقدّر المعهد الدولي للدراسات الاستراتيجية أن المعدات التي كانت بحوزة القوات الجوية في 1 يونيو 1989، شملت 40 صاروخًا من طراز أس 75 دفينا (غير مؤكد صلاحيتها)، و10 صواريخ سام 3، و20 صاروخ أرض-جو من طراز ستريلا-2.

## رتب القوات الجوية الصومالية
الضباط
| القوة العسكرية          | الضباط الأمراء    | الضباط الأمراء    | الضباط الأمراء    | الضباط الأمراء     | الضباط الأمراء     | الضباط الأمراء      | الضباط الأمراء      | الضباط الأمراء       | الضباط الأمراء       | الضباط الأمراء | الضباط القادة  | الضباط القادة | الضباط القادة | الضباط القادة          | الضباط القادة          | الضباط القادة          | الضباط الأعوان     | الضباط الأعوان     | الضباط الأعوان     | الضباط الأعوان | الضباط الأعوان | الضباط الأعوان | الضباط الأعوان | الضباط الأعوان | الطلاب | الطلاب | الطلاب | الطلاب | الطلاب | الطلاب | الطلاب | الطلاب | الطلاب | الطلاب | الطلاب | الطلاب |
| ----------------------- | ----------------- | ----------------- | ----------------- | ------------------ | ------------------ | ------------------- | ------------------- | -------------------- | -------------------- | -------------- | -------------- | ------------- | ------------- | ---------------------- | ---------------------- | ---------------------- | ------------------ | ------------------ | ------------------ | -------------- | -------------- | -------------- | -------------- | -------------- | ------ | ------ | ------ | ------ | ------ | ------ | ------ | ------ | ------ | ------ | ------ | ------ |
| القوات الجوية الصومالية |                   |                   |                   |                    |                    |                     |                     |                      |                      |                |                |               |               |                        |                        |                        |                    |                    |                    |                |                |                |                |                |        |        |        |        |        |        |        |        |        |        |        |        |
| فريق Sareeye Guud       | فريق Sareeye Guud | لواء Sareeye Gaas | لواء Sareeye Gaas | عميد Sareeye Guuto | عميد Sareeye Guuto | عقيد Gashaanle Sare | عقيد Gashaanle Sare | مقدم Gashaanle Dhexe | مقدم Gashaanle Dhexe | رائد Gashaanle | رائد Gashaanle | نقيب Dhamme   | نقيب Dhamme   | ملازم أول Laba Xídígle | ملازم أول Laba Xídígle | ملازم أول Laba Xídígle | ملازم ثاني Xídígle | ملازم ثاني Xídígle | ملازم ثاني Xídígle |                |                |                |                |                |        |        |        |        |        |        |        |        |        |        |        |        |

المجندون
| القوة العسكرية          | كبار ضباط الصف                | كبار ضباط الصف                | كبار ضباط الصف                | كبار ضباط الصف               | كبار ضباط الصف               | كبار ضباط الصف               | كبار ضباط الصف                | كبار ضباط الصف                | كبار ضباط الصف           | كبار ضباط الصف           | كبار ضباط الصف    | كبار ضباط الصف    | كبار ضباط الصف    | كبار ضباط الصف    | كبار ضباط الصف    | كبار ضباط الصف    | كبار ضباط الصف   | كبار ضباط الصف   | كبار ضباط الصف   | كبار ضباط الصف   | كبار ضباط الصف  | كبار ضباط الصف  | صغار ضباط الصف | صغار ضباط الصف | صغار ضباط الصف | صغار ضباط الصف | صغار ضباط الصف | صغار ضباط الصف | الأفراد    | الأفراد    | الأفراد   | الأفراد   | الأفراد   | الأفراد   | الأفراد   | الأفراد   |
| ----------------------- | ----------------------------- | ----------------------------- | ----------------------------- | ---------------------------- | ---------------------------- | ---------------------------- | ----------------------------- | ----------------------------- | ------------------------ | ------------------------ | ----------------- | ----------------- | ----------------- | ----------------- | ----------------- | ----------------- | ---------------- | ---------------- | ---------------- | ---------------- | --------------- | --------------- | -------------- | -------------- | -------------- | -------------- | -------------- | -------------- | ---------- | ---------- | --------- | --------- | --------- | --------- | --------- | --------- |
| القوات الجوية الصومالية |                               |                               |                               |                              |                              |                              |                               |                               |                          |                          |                   |                   |                   |                   |                   |                   |                  |                  |                  |                  |                 |                 |                |                |                |                |                |                | بدون شارة  | بدون شارة  | بدون شارة | بدون شارة | بدون شارة | بدون شارة | بدون شارة | بدون شارة |
| القوات الجوية الصومالية | رئيس مساعدين Musharax Sarkaal | رئيس مساعدين Musharax Sarkaal | رئيس مساعدين Musharax Sarkaal | مساعد درجة أول Sadex Xarígle | مساعد درجة أول Sadex Xarígle | مساعد درجة أول Sadex Xarígle | مساعد درجة ثانية Laba Xarígle | مساعد درجة ثانية Laba Xarígle | مساعد درجة ثالثة Xarígle | مساعد درجة ثالثة Xarígle | رقيب Sadex Alífle | رقيب Sadex Alífle | رقيب Sadex Alífle | رقيب Sadex Alífle | رقيب Sadex Alífle | رقيب Sadex Alífle | عريف Laba Alífle | عريف Laba Alífle | عريف Laba Alífle | عريف Laba Alífle | جندي أول Alífle | جندي أول Alífle | جندي Dable     | جندي Dable     | جندي Dable     | جندي Dable     | جندي Dable     | جندي Dable     | جندي Dable | جندي Dable |           |           |           |           |           |           |